# Friedrich-Wilhelm Bach

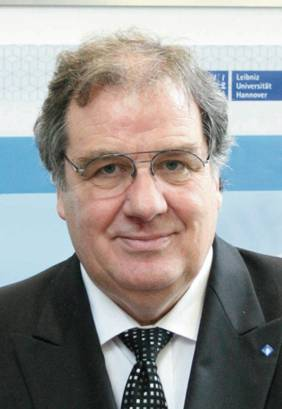
Friedrich-Wilhelm Bach

Friedrich-Wilhelm Bach (* 5. September 1944 in Bleckede; † 18. August 2014) war ein deutscher Hochschullehrer für Werkstoffwissenschaften an der Gottfried Wilhelm Leibniz Universität Hannover.

## Werdegang
Bach studierte ab 1966 Maschinenbau an der Universität Hannover bis zum Diplom 1972. Ab 1972 war er wissenschaftlicher Mitarbeiter am Institut für Werkstoffkunde, an dem er 1978 promoviert wurde (Entwicklungen in der Plasmametallurgie zur Verbesserung metallischer Werkstoffe). 1981 bis 1983 leitete er dort den Bereich Technologie der Werkstoffe. 1983 habilitierte er sich mit einer Arbeit über thermisches Schneiden dickwandiger Werkstücke und wurde Oberingenieur am Institut. 1987 wurde er als außerordentlicher Professor nach Hannover und 1997 als ordentlicher Professor an die Universität Dortmund berufen. 2001 bis 2012 war er Professor in Hannover und geschäftsführender Leiter des Instituts für Werkstofftechnik. Er blieb auch nach der Emeritierung aktiv als Senior-Professor des Landes Niedersachsen (Niedersachsenprofessur).
Zeitweise leitete Bach kommissarisch (ab 2001) das Institut für Kerntechnik und zerstörungsfreie Prüfverfahren in Hannover. 2005 bis 2010 war er Dekan des Fachbereichs Maschinenbau. Er veröffentlichte über 750 wissenschaftliche Arbeiten und hielt 108 Patente. Darin befasste er sich insbesondere mit Aluminium- und Magnesiumtechnologie, Biomedizintechnik, Oberflächentechnik, Gießen von Leichtmetallen und hybriden Werkstoffen, zerstörungsfreier Prüftechnik, Schweiß- und Schneidtechnik, Abtragtechnik und dem Rückbau kerntechnischer Anlagen. Mit Verfahren zur Zerlegung von Reaktordruckbehältern und anderen Teilen rückzubauender Kernkraftwerke sowie Fragen der Langzeitstabilität und Korrosion bei ihrer Lagerung war er schon seit den 1980er Jahren befasst. Er war Sprecher des Sonderforschungsbereichs (SFB) Prozesskette zur Herstellung präzisionsgeschmiedeter Hochleistungsbauteile, des Graduiertenkollegs Herstellung, Bearbeitung und Qualifizierung hybrider Werkstoffsysteme und der Forschergruppe Hochleistungsfügetechnik für Hybridstrukturen.
Bach war ab 2004 im Fachausschuss Werkstofftechnik der Deutschen Forschungsgemeinschaft (DFG), 2001 bis 2003 Vorsitzender des Wissenschaftlichen Arbeitskreises Werkstofftechnik (WAW), Vorstand der Fachgruppe „Stilllegung“ der Kerntechnischen Gesellschaft (KTG) und des DVS-Fachausschusses 6 „Sonderschweiß- und Schneidverfahren“ sowie des Kuratoriums des Heinz-Piest-Instituts für Handwerkstechnik der Universität Hannover. Maßgeblich war er am Aufbau des Niedersächsischen Zentrums für Produktionstechnik (NFP), des Produktionstechnischen Zentrums Hannover (PZH) und des Clausthaler Zentrums für Materialtechnik (CZM) beteiligt, bei denen er jeweils im Vorstand war.
2005 erhielt er das Bundesverdienstkreuz am Bande. 2009 wurde er Ehrendoktor der Universität Bremen und der TU Clausthal. 2005 erhielt er eine Ehrenprofessur an der Nationalen metallurgischen Akademie der Ukraine. 2006 wurde er Mitglied der Acatech.

## Schriften
- mit Kai Kerber (Herausgeber): Prozesskette Präzisionsschmieden. Springer 2014
- Herausgeber: Moderne Beschichtungsverfahren. Wiley-VCH, 2. Auflage 2006.
  - Englische Ausgabe: Modern surface technology. Wiley-VCH 2006.
- mit Erich Lugschneider: Handbuch der thermischen Spritztechnik: Technologien – Werkstoffe – Fertigung. Düsseldorf 2002.
- Herausgeber mit Petra Winzer, Eckehard Schnieder: Sicherheitsforschung – Chancen und Perspektiven. Acatech 2010.
- mit Guido Kremer; Katharina Lau: Elektronenstrahlschweißen von oberflächenveredelten, höherfesten Feinblechen an Atmosphäre. Düsseldorf 2006.